# Шебенар
Шебенар (фр. Scheibenhard) — коммуна на северо-востоке Франции в регионе Гранд-Эст (бывший Эльзас — Шампань — Арденны — Лотарингия), департамент Нижний Рейн, округ Агно-Висамбур, кантон Висамбур. До марта 2015 года коммуна административно входила в состав упразднённого кантона Лотербур (округ Висамбур). Рядом находится немецкая часть посёлка, известная как Шайбенхардт.
Площадь коммуны — 4,62 км², население — 829 человек (2006) с тенденцией к стабилизации: 808 человек (2013), плотность населения — 174,9 чел/км².

## Население
Население коммуны в 2011 году составляло 806 человек, в 2012 году — 801 человек, а в 2013-м — 808 человек.
| 1962 | 1968 | 1975 | 1982 | 1990 | 1999 | 2006 | 2008 | 2011 | 2012 | 2013 |
| ---- | ---- | ---- | ---- | ---- | ---- | ---- | ---- | ---- | ---- | ---- |
| 391  | 355  | 414  | 432  | 513  | 675  | 829  | 853  | 806  | 801  | 808  |

Динамика населения:

## Экономика
В 2010 году из 586 человек трудоспособного возраста (от 15 до 64 лет) 457 были экономически активными, 129 — неактивными (показатель активности 78,0 %, в 1999 году — 77,1 %). Из 457 активных трудоспособных жителей работали 423 человека (239 мужчин и 184 женщины), 34 числились безработными (15 мужчин и 19 женщин). Среди 129 трудоспособных неактивных граждан 34 были учениками либо студентами, 31 — пенсионерами, а ещё 64 — были неактивны в силу других причин.

## Достопримечательности (фотогалерея)
- Колокольня местной церкви
- Мост